# Жджари (Верушовський повіт)
Жджари (пол. Żdżary) — село в Польщі, у гміні Болеславець Верушовського повіту Лодзинського воєводства.
Населення — 765 осіб (2011).
У 1975-1998 роках село належало до Каліського воєводства.

## Демографія
Демографічна структура станом на 31 березня 2011 року:
|          | Загалом | Допрацездатний вік | Працездатний вік | Постпрацездатний вік |
| -------- | ------- | ------------------ | ---------------- | -------------------- |
| Чоловіки | 381     | 88                 | 252              | 41                   |
| Жінки    | 384     | 83                 | 217              | 84                   |
| Разом    | 765     | 171                | 469              | 125                  |